# Stephen Schumann
Stephen John Schumann (* 14. März 2000 in Salt Lake City, Utah) ist ein US-amerikanischer Nordischer Kombinierer.

## Werdegang
Schumann, der in Salt Lake City aufwuchs, begann im Alter von fünf Jahren mit dem Skispringen und fing zwei Jahre später auch mit dem Skilanglauf an. Nach der Highschool trat er dem Park City Ski and Snowboard Club bei, für den er bei internationalen Wettkämpfen startet. Schumann gab am 11. Dezember 2015 als Fünfzehnjähriger sein internationales Debüt im Rahmen der Continental-Cup-Wettbewerbe in Soldier Hollow. Als 25. holte er auf Anhieb seine ersten Punkte in dieser Wettkampfserie, die den Unterbau zum Weltcup darstellt. Bei den Nordischen Junioren-Skiweltmeisterschaften 2016 in Râșnov belegte er im Gundersen Einzel über 10 Kilometer den 31. sowie über 5 Kilometer den 38. Platz. In der Staffel mit Jasper Good, Jared Shumate und Ben Loomis wurde er Sechster. Am 27. August 2016 trat Schumann gemeinsam mit Jasper Good am Teamsprint-Wettbewerb im Rahmen des Grand Prix in Oberwiesenthal an und debütierte einen Tag später auch im Einzel in dieser Sommer-Wettkampfserie. Im Frühjahr 2017 nahm er an den Nordischen Junioren-Skiweltmeisterschaften 2017 in Soldier Hollow teil, nachdem er zuvor regelmäßig die Punkteränge im Continental Cup erreicht hatte. Schumann wurde im Gundersen Einzel über 10 Kilometer Zehnter, ehe er wenige Tage später den 15. Platz im Gundersen Einzel über 5 Kilometer belegte. Mit der Staffel lief er auf den siebten Rang. Am 11. März 2017 gab er in Oslo sein Weltcup-Debüt, verfehlte aber die Punkteränge deutlich. Im Winter 2017/18 war Schumann fester Bestandteil der Continental-Cup-Mannschaft. Sein bestes Saisonergebnis stellte der 14. Rang beim abschließenden Wettbewerb in Nischni Tagil dar, als er Vierzehnter wurde. In der Gesamtwertung belegte er Rang 44. Zuvor hatte er im Februar erneut an den Nordischen Junioren-Skiweltmeisterschaften teilgenommen, die 2018 in Kandersteg ausgetragen wurden. Im Einzel lief Schumann auf die Plätze 13 und 18, wohingegen er mit der Staffel den siebten Rang erreichte.
Am 23. Juli 2018 stürzte Schumann beim Training für die nationalen Meisterschaften auf der Großschanze. Bei der Landung verdrehte er sich das Knie, riss sich den Meniskus und das Kreuzband (ACL) und verstauchte sich das innere Seitenband im Kniegelenk (MCL) sowie das äußere Knieseitenband (LCL). Im Sommer 2019 absolvierte er seine ersten Sprünge nach der Verletzung. Zum internationalen Wettkampfgeschehen kehrte er aber erst im Dezember 2020 zurück, als er bei den Continental-Cup-Wettbewerben in Park City antrat. Im weiteren Saisonverlauf nahm er regelmäßig am Continental Cup teil und belegte schließlich mit 114 Punkten den 32. Platz in der Gesamtwertung.
Bei den Olympischen Winterspielen 2022 in Peking war Schumann Teil der US-Delegation. Er kam nur im Gundersen-Wettbewerb von der Normalschanze zum Einsatz. Mit der achtbesten Laufleistung verbesserte er sich nach dem Sprungdurchgang um einige Plätze und erreichte schließlich auf dem 25. Platz das Ziel. Zum Saisonabschluss erreichte er in Lake Placid als Dritter erstmals das Podest im Continental Cup. In der Gesamtwertung wurde er 22. Im Oktober 2022 gewann Schumann bei den nationalen Meisterschaften in Lake Placid Bronze. In der Saison 2022/23 war Schumann erstmals fester Bestandteil des amerikanischen Weltcup-Teams. Nachdem er an den ersten Wettkampfwochenenden die Punkteränge verpasst hatte, lief er im Rahmen des Nordic Combined Triples in Seefeld am 27. Januar auf den 28. Platz und gewann so seine ersten Weltcuppunkte. Auch in den darauffolgenden beiden Tagen konnte er insbesondere aufgrund seiner Laufleistung Punktgewinne verzeichnen. Bei den Nordischen Skiweltmeisterschaften 2023 in Planica lief er in den Einzelwettbewerben auf Rang 36 von der Normalschanze sowie Rang 39 von der Großschanze. Im Team belegte er gemeinsam mit Benjamin Loomis, Niklas Malacinski und Jared Shumate den achten Platz.

## Ausbildung
Schumann machte 2017 seinen Highschool-Abschluss an der Wintersportschule in Park City, Utah. Anschließend begann er ein Studium an der University of Utah.

## Statistik

### Platzierungen bei Weltmeisterschaften
| Jahr und Ort   | Wettbewerb | Wettbewerb | Wettbewerb | Wettbewerb |
| Jahr und Ort   | Einzel NS  | Einzel GS  | Team       | Mixed-Team |
| -------------- | ---------- | ---------- | ---------- | ---------- |
| 2023 Planica   | 36.        | 39.        | 08.        | —          |
| 2025 Trondheim | 31.        | 33.        | 08.        | —          |

### Weltcup-Platzierungen
| Saison  | Platz | Punkte |
| ------- | ----- | ------ |
| 2022/23 | 50.   | 013    |
| 2023/24 | 30.   | 192    |

### Continental-Cup-Platzierungen
| Saison  | Platz | Punkte |
| ------- | ----- | ------ |
| 2015/16 | 81.   | 015    |
| 2016/17 | 55.   | 048    |
| 2017/18 | 44.   | 104    |
| 2020/21 | 32.   | 114    |
| 2021/22 | 22.   | 215    |